# Ferie
 Denne artikel omhandler overvejende eller alene danske forhold. Hjælp gerne med at gøre artiklen mere almen.
Ferie er en periode uden arbejde eller skolegang, hvor man kan rekreere sig eller blot slappe af.
Normalt er en "ferie" flere fridage, og en weekend er normalt ikke en ferie. Bliver weekenden kombineret med  søgnehelligdage er det fx juleferie, påskeferie, pinseferie og Kristi Himmelfartsferie. 

## Historisk udvikling i Danmark
I Danmark er lønmodtagerenes ferie forlænget fra begyndende mulighed for nogle få feriedage for enkelte med eller uden løn fra 1910'erne over ferielovens indførsel i 1938 med ret til to ugers ferie, til fem ugers ferie med løn efter ferieloven i dag. De fleste lønmodtagere har desuden fem feriefridage, som er aftalt i deres overenskomst eller på tilsvarende måde; feriefridage er ikke omfattet af ferieloven.

## Ferieloven
I Danmark er ferie for lønmodtagere på arbejdsmarkedet reguleret af Ferieloven.
Frem til 2020 opererede ferieloven med forskudte perioder for optjeningsår og ferieår. 
Optjeningsåret fulgte kalenderåret og var den periode i en ansættelse, hvor der opnåedes ret til feriedage, og hvor der evt. indbetales penge til ferien. 
Ferieåret fulgte ikke kalenderåret, men gik fra 1. maj til 30. april, og det er der, man fik udbetalt pengene, som var opsparet i optjeningsåret. 
De feriedage man optjente i 20x5 (optjeningsåret), afholdtes i ferieåret 1. maj 20x6 til 30. april 20x7.
Fra 2020 blev dette justeret til at optjeningsåret og ferieåret i meget højere grad er sammenfaldende. De feriedage man optjener i perioden 1. september 20x5 til 31. august 20x6 (optjeningsåret), skal afholdes i ferieåret 1. september 20x5 til 31. december 20x6. Ferieåret er fire måneder længere end optjeningsåret.

## Almindelige ferier i Danmark
I Danmark er der en række tidspunkter på året, hvor der almindeligvis afholdes ferie, og ofte holder skoler, institutioner og lign. lukket i disse perioder. Det drejer sig især om:
- Vinterferie (typisk i uge 7 eller 8)
- Påskeferie
- Store bededagsferie (fra 2025 ikke længere en feriedag)
- Kristihimmelfartsferie
- Pinseferie
- Sommerferie (industriferie, typisk uge 29, 30 og 31)
- Efterårsferie (typisk uge 42)
- Juleferie (fra et par dage før jul til efter nytår)